# Buasjön (Björketorps socken, Västergötland)
Ej att förväxla med närbelägna Buasjön (Härryda socken, Västergötland)
Buasjön är en sjö i Härryda kommun i Västergötland och ingår i Kungsbackaåns huvudavrinningsområde. Sjön är 8,5 meter djup, har en yta på 0,0834 kvadratkilometer och är belägen 118 meter över havet. Sjön avvattnas av vattendraget Vadbäcken.

## Delavrinningsområde
Buasjön ingår i det delavrinningsområde (639788-129635) som SMHI kallar för Mynnar i Östra Ingsjön. Medelhöjden är 141 meter över havet och ytan är 9,92 kvadratkilometer. Det finns inga avrinningsområden uppströms utan avrinningsområdet är högsta punkten. Vadbäcken som avvattnar avrinningsområdet har biflödesordning 2, vilket innebär att vattnet flödar genom totalt 2 vattendrag innan det når havet efter 37 kilometer. Avrinningsområdet består mestadels av skog (71 procent). Avrinningsområdet har 0,5 kvadratkilometer vattenytor vilket ger det en sjöprocent på 5 procent. Bebyggelsen i området täcker en yta av 1,15 kvadratkilometer eller 12 procent av avrinningsområdet.